# Martine Veldhuis
Martine Veldhuis (Almelo, 12 de diciembre de 1996) es una deportista neerlandesa que compite en remo.
Ganó una medalla de plata en el Campeonato Mundial de Remo de 2022 y tres medallas en el Campeonato Europeo de Remo entre los años 2020 y 2023.

## Palmarés internacional
| Campeonato Mundial | Campeonato Mundial       | Campeonato Mundial | Campeonato Mundial      |
| Año                | Lugar                    | Medalla            | Prueba                  |
| ------------------ | ------------------------ | ------------------ | ----------------------- |
| 2022               | Račice (República Checa) | Medalla de plata   | Scull individual ligero |
| Campeonato Europeo |                          |                    |                         |
| Año                | Lugar                    | Medalla            | Prueba                  |
| 2020               | Poznań (Polonia)         | Medalla de oro     | Scull individual ligero |
| 2022               | Múnich (Alemania)        | Medalla de bronce  | Scull individual ligero |
| 2023               | Bled (Eslovenia)         | Medalla de plata   | Cuatro scull            |